# 索洛特溫
48°42′18″N 24°25′16″E / 48.70500°N 24.42111°E

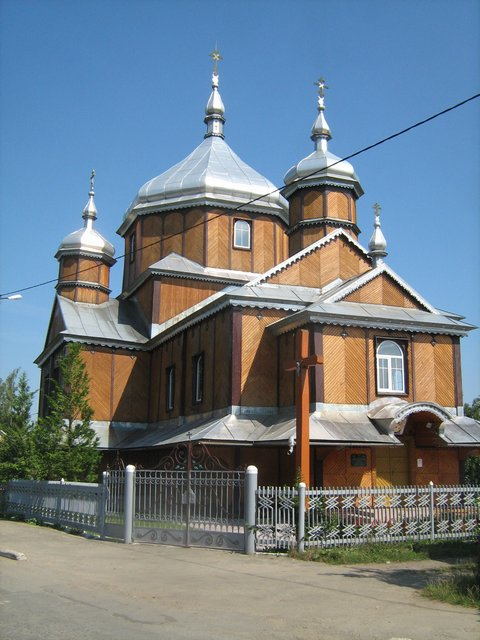
教堂

索洛特溫（羅馬化：Solotvyn）是烏克蘭西部伊萬諾-弗蘭科夫斯克州伊万诺-弗兰科夫斯克区索洛特溫市鎮的鎮及行政中心，處於戈爾加內山脈山腳，面積19平方公里，海拔高度421米，2011年人口3,916人，人口密度每平方公里206人。

## 外部連結
- weather.in.ua （页面存档备份，存于）